# Кукуляне
Куку́ляне (также Кукаляне; серб. Кукуљане / Kukuljane; алб. Kukajan) — село в южной Метохии. Согласно административно-территориальному делению автономного края Косово и Метохия (в составе Сербии) село относится к общине Гора Призренского округа; согласно административно-территориальному делению частично признанной Республики Косово село относится к общине Драгаш Призренского округа.

## Общие сведения
Численность населения по данным на 2011 год — 235 человек (из них мужчин — 113, женщин — 122).
Село Кукуляне расположено в исторической области Гора, жители села — представители исламизированной южнославянской этнической группы горанцев (в переписи 2011 года 230 человек указали своей национальностью горанскую, 4 человека — турецкую, 1 человек — боснийскую). В качестве родного языка во время переписи жители села указали сербский (98 человек), турецкий (4 человека) и боснийский (2 человека), другой язык (помимо сербского, боснийского, албанского, турецкого и цыганского) указали 128 человек; согласно переписи почти все жители Кукуляне (230 человек) — граждане Косова. По вероисповеданию все жители села — мусульмане.
Динамика численности населения в Кукуляне с 1948 по 2011 годы:
| Численность населения | Численность населения | Численность населения | Численность населения | Численность населения | Численность населения | Численность населения |
| 1948                  | 1953                  | 1961                  | 1971                  | 1981                  | 1991                  | 2011                  |
| --------------------- | --------------------- | --------------------- | --------------------- | --------------------- | --------------------- | --------------------- |
| 543                   | 551                   | 482                   | 605                   | 777                   | 621                   | 235                   |

Кукуляне расположено приблизительно в 1 километре к югу от административного центра общины — села Драгаш. Через село проходит автомобильная дорога из Драгаша в Брод. Население заметно увеличивается в летний период, в остальное время жители села уезжают на сезонные работы в Белград, Италию, Австрию, Германию.

## История
В 1914 году на территории Македонии проводил научные исследования российский лингвист А. М. Селищев. На изданной им в 1929 году этнической карте региона Полог населённый пункт Кукуляне был указан как болгарское село.
В 1916 году во время экспедиции в Македонию и Поморавье село Кукуляне посетил болгарский языковед С. Младенов, по его подсчётам в селе, которое он отнёс к болгароязычным, в то время было около 80 домов.